# ناتاليا غيمارايس
ناتاليا أباريسيدا غيمارايس (بالبرتغالية: Natália Guimarães‏) (ولدت في 25 ديسمبر 1984 في جويز دي فورا) ممثلة مضيفة تلفزيونية، وعارضة أزياء برازيلية، حاملة لقب مسابقة ملكة جمال والتي توجت بلقب ملكة جمال البرازيل 2007 ومثلت بلدها في مسابقة ملكة جمال الكون 2007 لتحل وصيفة أولى لملكة جمال الكون اليابانية ريو موري.

## روابط خارجية
- ناتاليا غيمارايس على موقع IMDb (الإنجليزية)
- ناتاليا غيمارايس على موقع روتن توميتوز (الإنجليزية)

- Misses do Brasil Pictures of the final night
- Miss Brazil Official Page